# أيدان وايت
أيدان وايت (بالإنجليزية: Aidan White) (10 أكتوبر 1991 المملكة المتحدة - ) هو لاعب كرة قدم أيرلندي يلعب كمدافع.

## روابط خارجية
- أيدان وايت على موقع قاعدة بيانات كرة القدم.إي يو (الإنجليزية)
- أيدان وايت على موقع Soccerbase.com (لاعب) (الإنجليزية)
- أيدان وايت على موقع Soccerway.com (الإنجليزية)
- أيدان وايت على موقع عالم كرة القدم.نت (الإنجليزية)